# Канду (окръг Лимасол)
Канду̀ (на гръцки: Καντού) е село в Кипър, окръг Лимасол. Според статистическата служба на Република Кипър през 2001 г. селото има 397 жители.
Намира се на 2 km северно от Ерими.